# 虎度門
《虎度門》是1996年上映的一部香港喜劇電影，由舒琪執導，蕭芳芳、袁詠儀、陳曉東主演。電影配樂由大友良英製作。萧芳芳於本片飾演冷劍心，並藉此角於第33屆金馬獎獲得其演藝生涯第二座金马奖最佳女主角。

## 劇情
粵劇名伶冷劍心為了把粵劇現代化，請來林導演加入百老匯元素，受到保守派排斥。另一方面，劍心的丈夫決定移民，劍心和女兒珊珊反對，而女兒又被懷疑有同性戀傾向，家人關係更加惡化。此時劍心在廿二年前於南洋誕下的私生子竟然出現眼前，還跟劇團新進花旦葉玉霜相戀……

## 原聲帶曲目
1. 主題音樂頭聲
2. 起行（一）
3. 文武生之早晨
4. 與老友聊天
5. 花非花主題曲國語版
6. 學習英語
7. 後台
8. 花旦的故事
9. 主題音樂變奏
10. 夢癡纏主題曲粵語版
11. 踏出虎度門
12. 母與子
13. 告別演唱會
14. 致告別詞
15. 心情
16. 起行（一）尾聲
17. 起行（二）原聲

## 獎項
| 頒獎典禮                  | 獎項         | 名單         | 結果 |
| ------------------------- | ------------ | ------------ | ---- |
| 第33屆金馬獎              | 最佳女主角   | 蕭芳芳       | 獲獎 |
| 第33屆金馬獎              | 最佳改編劇本 | 杜國威       | 提名 |
| 第3屆香港電影評論學會大獎 | 最佳電影     | 虎度門       | 提名 |
| 第3屆香港電影評論學會大獎 | 最佳女演員   | 蕭芳芳       | 提名 |
| 第3屆香港電影評論學會大獎 | 推薦電影     | 虎度門       | 獲獎 |
| 第16屆香港電影金像獎      | 最佳電影     | 虎度門       | 提名 |
| 第16屆香港電影金像獎      | 最佳導演     | 舒琪         | 提名 |
| 第16屆香港電影金像獎      | 最佳編劇     | 杜國威       | 提名 |
| 第16屆香港電影金像獎      | 最佳女主角   | 蕭芳芳       | 提名 |
| 第16屆香港電影金像獎      | 最佳女配角   | 袁詠儀       | 提名 |
| 第16屆香港電影金像獎      | 最佳新演員   | 陳曉東       | 提名 |
| 第16屆香港電影金像獎      | 最佳剪接     | 鄺志良、舒琪 | 提名 |

## 外部連結
- 香港影庫上《虎度門》的資料（繁體中文）
- 開眼電影網上《虎度門》的資料（繁體中文）
- 时光网上《虎度門》的資料（简体中文）
- 豆瓣电影上《虎度門》的資料 （简体中文）
- 爛番茄上《虎度門》的資料（英文）
- AllMovie上《虎度門》的资料（英文）
- 互联网电影数据库（IMDb）上《虎度門》的资料（英文）